# Kalidor
Série
Conan le destructeur (1984) Conan (2011)
Pour plus de détails, voir Fiche technique et Distribution.
Kalidor, la légende du talisman (Red Sonja) est un film d'heroic fantasy basé sur l'univers de Robert E. Howard, réalisé par Richard Fleischer et sorti en 1985 avec Brigitte Nielsen et Arnold Schwarzenegger dans les rôles principaux.
Le titre américain est bien Red Sonja, mais la sortie française l'a vu changer en Kalidor et les affiches porter leur attention sur le personnage d'Arnold Schwarzenegger. Le personnage de Schwarzenegger devait initialement être Conan le Barbare, puisque les deux héros cohabitent dans les comics, mais pour des problèmes de droits le nom n'a pu être utilisé.

## Synopsis
La maléfique reine Gedren et ses soldats attaquent un temple où des prêtresses gardent un talisman magique assurant de grands pouvoirs à la personne qui le détient.
Ils tuent toutes les prêtresses et s'emparent du talisman afin de partir à la conquête des pays voisins. La guerrière Sonia-la-Rousse décide alors de partir en quête de la reine qui a dérobé ce talisman et tué sa sœur, qui faisait partie des prêtresses ainsi que sa famille, afin de se venger et d'empêcher Gedren de nuire.
Elle sera aidée dans sa quête par le puissant guerrier Kalidor, Falkon et le prince Tarn.

## Fiche technique
Sauf indication contraire, les informations mentionnées dans cette section peuvent être confirmées par la base de données cinématographiques IMDb,  présente dans la section « Liens externes ».
- Titre original : Red Sonja
- Titre français : Kalidor, la légende du talisman
- Réalisation : Richard Fleischer
- Scénario : Clive Exton et George MacDonald Fraser, d'après les personnages de Robert E. Howard
- Musique : Ennio Morricone
- Direction artistique : Gianni Giovagnoni
- Décors : Danilo Donati
- Costumes : Danilo Donati
- Photographie : Giuseppe Rotunno
- Montage : Frank J. Urioste
- Production : Christian Ferry
  - Producteur délégué : A. Michael Lieberman
  - Producteur associé : José López Rodero
- Production : Dino De Laurentiis Company et Famous Films
- Sociétés de distribution :  MGM/UA Entertainment Company,  AMLF
- Budget : 17 900 000 $ (USD) (estimation)
- Pays d'origine :  États-Unis et  Pays-Bas
- Langue originale : Anglais
- Format : couleur (Technicolor) (Metrocolor) - 35 mm - 2.35:1 - son Mono
- Genre : Action, Aventure, Fantastique, Fantasy
- Durée : 89 minutes
- Dates de sortie[1] :
  - États-Unis : 3 juillet 1985
  - France : 18 décembre 1985
  - Pays-Bas : 3 juillet 1986
- Classification : Tous publics en France (visa d'exploitation no 61208 délivré le 7 janvier 1986)[2],[Note 1]

## Distribution
- Arnold Schwarzenegger (VF : Richard Darbois) : Kalidor (Conan le barbare crédité Kalidor)
- Brigitte Nielsen (VF : Evelyn Séléna) : Red Sonja (Sonia la Rousse en VF)
- Sandahl Bergman (VF : Paule Emanuele) : la reine Gedren
- Paul L. Smith (VF : Mario Santini) : Falkon
- Ernie Jr Reyes (VF : Jackie Berger) : le prince Tarn
- Ronald Lacey (VF : Serge Sauvion) : Ikol
- Pat Roach (VF : Jacques Deschamps) : Brytag
- Terry Richards (VF : Marc François) : Djart
- Janet Ågren (VF : Béatrice Delfe[3]) : Varna
- Tutte Lemkow : le sorcier
- Hans Meyer : le pere de red sonja

## Autour du film
- Bien qu'Arnold Schwarzenegger soit la vedette principale du film, c'est en fait Brigitte Nielsen qui est l'héroïne de l'histoire. En effet Kalidor n'est qu'un guerrier de second plan, accompagnant Sonia dans sa quête et ayant pour devoir de détruire le talisman, faisant ainsi office d'allié de circonstance. Si le film s'intitule originellement Red Sonja, il est sorti en France en utilisant le nom de Kalidor, une façon d'exploiter la popularité de l'acteur autrichien tout juste acquise avec Terminator.
- Sandahl Bergman qui joue l'antagoniste du film, la reine Gedren, interprétait Valéria, la femme que Conan aimait dans le premier film Conan le Barbare et réapparaissait sous forme de caméo dans Conan le Destructeur. Elle s'était premièrement vu offrir le rôle de Sonia la Rousse dans ce film mais a préféré jouer la méchante.
- Sven-Ole Thorsen qui jouait des hommes de mains différents des méchants dans les deux films Conan revient ici où il effectue des cascades mais n'est pas crédité.
- Richard Fleischer, qui réalise le film, avait déjà réalisé Conan le Destructeur.